# Sant Serni de Vilamur
Sant Serni de Vilamur és una antiga església dels entorns de Vilamur, pertanyent al terme municipal de Soriguera, a la comarca del Pallars Sobirà. Formava part del seu terme primigeni.
Està situada a l'est-nord-est de la població.